# Obrenovac
Obrenovac (em cirílico:Обреновац) é um município e uma vila da Sérvia localizada no distrito de Belgrado, na região de Posavina. A sua população era de 23620 habitantes segundo o censo de 2002.

## Demografia
| 1948  | 1953  | 1961  | 1971   | 1981   | 1991   | 2002   |
| ----- | ----- | ----- | ------ | ------ | ------ | ------ |
| 4 677 | 5 478 | 6 991 | 13 141 | 16 821 | 22 180 | 23 620 |